# Saboga
Saboga è un comune (corregimiento) della Repubblica di Panama situato nel distretto di Balboa, provincia di Panama. Si estende su una superficie di 8,1 km² e conta una popolazione di 713 abitanti (censimento 2010).